# Region Płaskowyżu Centralnego
Region Płaskowyżu Centralnego (wiet. Tây Nguyên) – region Wietnamu, w środkowej części kraju. 
Region graniczy z Laosem i Kambodżą i nie ma dostępu do morza. Obszar regionu jest wyżynny, w znacznej części pokryty równinami.
Rdzenną ludność tego regionu stanowią mniejszości etniczne, m.in. Gia Rai, Rade, Bahnar oraz Koho.
W skład regionu wchodzi pięć prowincji.

## Prowincje
- Đăk Lăk
- Đăk Nông
- Gia Lai
- Kon Tum
- Lâm Đồng